# I. Tukulti-apil-ésarra
I. Tukulti-apil-ésarra (uralkodott Kr. e. 1115 – Kr. e. 1077) a Középasszír Birodalom egyik jelentős uralkodója volt, aki egy évszázadnyi hanyatlás után új, bár rövid életű hódításokkal gazdagította Asszíriát.
Gyakorlatilag minden égtáj irányában harcokat vívott. Dél felől az Elámot megrendítő, II. iszini dinasztiát megalapító I. Nabú-kudurri-uszur támadásait állította meg, északon pedig a Hettita Birodalmat megbuktató muskik (phrügök) egy 20 000 fős seregének betörését gátolta meg a Tigris mentén. A későbbi Urartu vidékére, Nairibe is vezetett hadjáratot, ahol ünnepi feliratot állíttatott a Van-tó partján.
Ékírásos feliratai szerint 28 alkalommal kelt át nyugat felé, Szíriába az Eufráteszen, hogy megütközzön a térséget elözönlő nomád arámiakkal (akkádul ahlamúk). Ő volt az első asszír király, aki hadjárata során elérte a Földközi-tengert. A hagyomány szerint tengerre is szállt, és állítólag elejtett egy „tengeri lovat” (talán delfint vagy fókát) is. Ezzel mintegy kijelölte a célpontot utódai számára.
Tukulti-apil-ésarra utódai nem tudták megtartani hódításait, azonban preventív csapásainak köszönhetően az asszír magterületek mindvégig megmaradtak Assur népének kezén.